# International Harvester
International Harvester Company (často zkracováno na IHC nebo IH, nebo užíváno jen International) byl americký výrobce zemědělských a zahradních strojů, osobních a nákladních automobilů, autobusů, zařízení pro domácnost a dalších produktů. Firma vznikla v roce 1902 sloučením firem McCormick Harvesting Machine Company a Deering Harvester Company. Mezi značky podniku International patřily traktory Farmall a Cub Cadet nebo vozy Scout a Travelall. V roce 1985 se po řadě odprodejů dceřiných společností sama transformovala na podnik Navistar International. Po celou dobu své existence sídlil International Harvester v Chicagu.